# Fulton Oursler
Fulton Oursler, cujo nome completo é Charles Fulton Oursler (22 de janeiro de 1893 - 24 de maio de 1952) foi um jornalista e escritor estadunidense, nascido em Baltimore, Maryland. Ele foi editor de várias revistas publicadas pela editora Barnarr Macfadden. Também escreveu vários romances, a grande maioria tratando de temas religiosos cristãos, como o livro The Greatest Story Ever Told (1949).
Ele morreu em 1952 na cidade de New York.  